# Wolfsberg bei Dietfurt
Der Wolfsberg bei Dietfurt ist ein Naturschutzgebiet und Geotop bei Dietfurt im Oberpfälzer Landkreis Neumarkt in der Oberpfalz in Bayern.
Es ist auch ein Naturraum 082.39 im Nordteil der Südlichen Frankenalb. Es ist komplett von der Beilngries-Dietfurter Tälerzone (082.37) umgeben. Die Hochfläche ist hauptsächlich von einem Kiefer-Fichten-Wald bewachsen. Der Untergrund ist verkarstet.

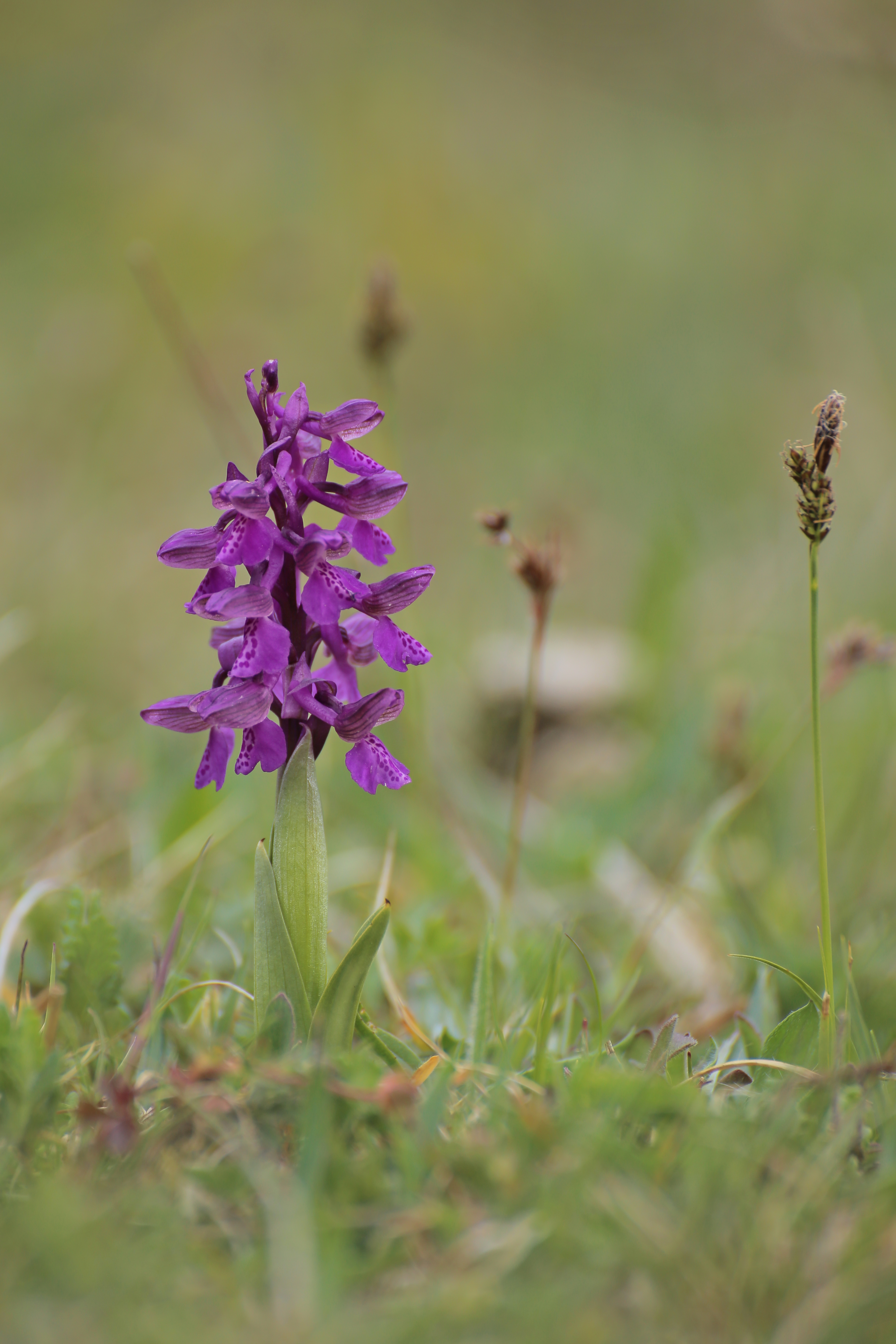
Anacamptis morio Wolfsberg 01.jpg

Das Naturschutzgebiet befindet sich 2 Kilometer südöstlich von Dietfurt. Es liegt im Naturpark Altmühltal und ist Bestandteil des Fauna-Flora-Habitat-Gebiets Trockenhänge im unteren Altmühltal mit Laaberleiten und Galgental und des EU-Vogelschutzgebietes-Gebiets Felsen und Hangwälder im Altmühl-, Naab-, Laber- und Donautal.
Das 135 ha große Areal ist ein Umlaufberg. Der Wolfsberg weist auf Grund seiner Standortvielfalt eine außerordentlich hohe Zahl an Pflanzengesellschaften, insbesondere der Mager- und Trockenstandorte auf. Östlich des Wolfsberges floss die Weiße Laaber und mündete südlich Mühlbach in die damalige Donau. Das Naturschutzgebiet wurde am 3. März 1993 unter Schutz gestellt und vom Bayerischen Landesamt für Umwelt als bedeutendes Geotop (373R023) ausgewiesen.